# Giorgio I di Georgia
Giorgio I Bagration (in georgiano გიორგი I?, Giorgi I; 998 o 1002 – Mkivarani, 16 agosto 1027) fu re della Georgia dal 1014 fino alla sua morte. Nel corso del suo regno si impegnò per lungo tempo in una sanguinosa ed infruttuosa guerra contro l'Impero bizantino.

## Biografia

### Origine e primi anni di regno
Giorgio I nacque nel 998 o, secondo una versione successiva delle Cronache georgiane, nel 1002. Era figlio del sovrano Bagrat III e della consorte Marta. Subito dopo la morte di suo padre, il 7 maggio 1014, egli ereditò i regni dell'Abcasia, della Cartalia e della Cachezia, uniti nello Stato unitario della Georgia. Come il suo predecessore, Giorgio fu insignito del titolo di "re degli abcasi e dei georgiani".
La giovane età del sovrano fu immediatamente sfruttata dai grandi nobili, i quali erano stati tacitati sotto il severo regno di Bagrat III. Attorno allo stesso anno dell'incoronazione di Giorgio, le province più orientali del paese, Cachezia ed Erezia, acquisite non senza fatica da Bagrat III, intrapresero una rivolta e ripristinarono il loro proprio governo sotto la guida di Kvirike III, il quale incorporò anche una porzione del vicino Arran (Ran) e poté reclamare il titolo di "re dei cacheti e dei raniani". Giorgio I si rivelò incapace di evitare questa mossa, limitandosi a richiedere un'alleanza con Kvirike III, piuttosto che tentare di reintegrare nello Stato georgiano le terre perdute.

### Il conflitto con l'Impero bizantino
Il principale evento politico e militare durante il regno di Giorgio I fu una guerra contro il vicino Impero bizantino. Essa aveva le proprie radici negli anni novanta del X secolo, quando il principe georgiano Davide III di Tao, a seguito della sua fallita ribellione contro l'imperatore Basilio II Bulgaroctono, dovette acconsentire a cedere a quest'ultimo, dopo la propria morte, gli ampi possedimenti nella regione di Tao e dintorni.
Tutti gli sforzi di Bagrat III e dei figliastri di Davide, tesi ad evitare che quei territori finissero nelle mani dell'Impero bizantino, risultarono privi di effetti. Giovane ed ambizioso, Giorgio I lanciò una campagna per restaurare il dominio georgiano sui territori appartenuti a Davide III. A tal fine occupò la regione di Tao tra il 1015 ed il 1016. Inoltre strinse un'alleanza con l'imam fatimida dell'Egitto, al-Hakim, mettendo in difficoltà Basilio II e spingendolo altresì ad un'acuta reazione.

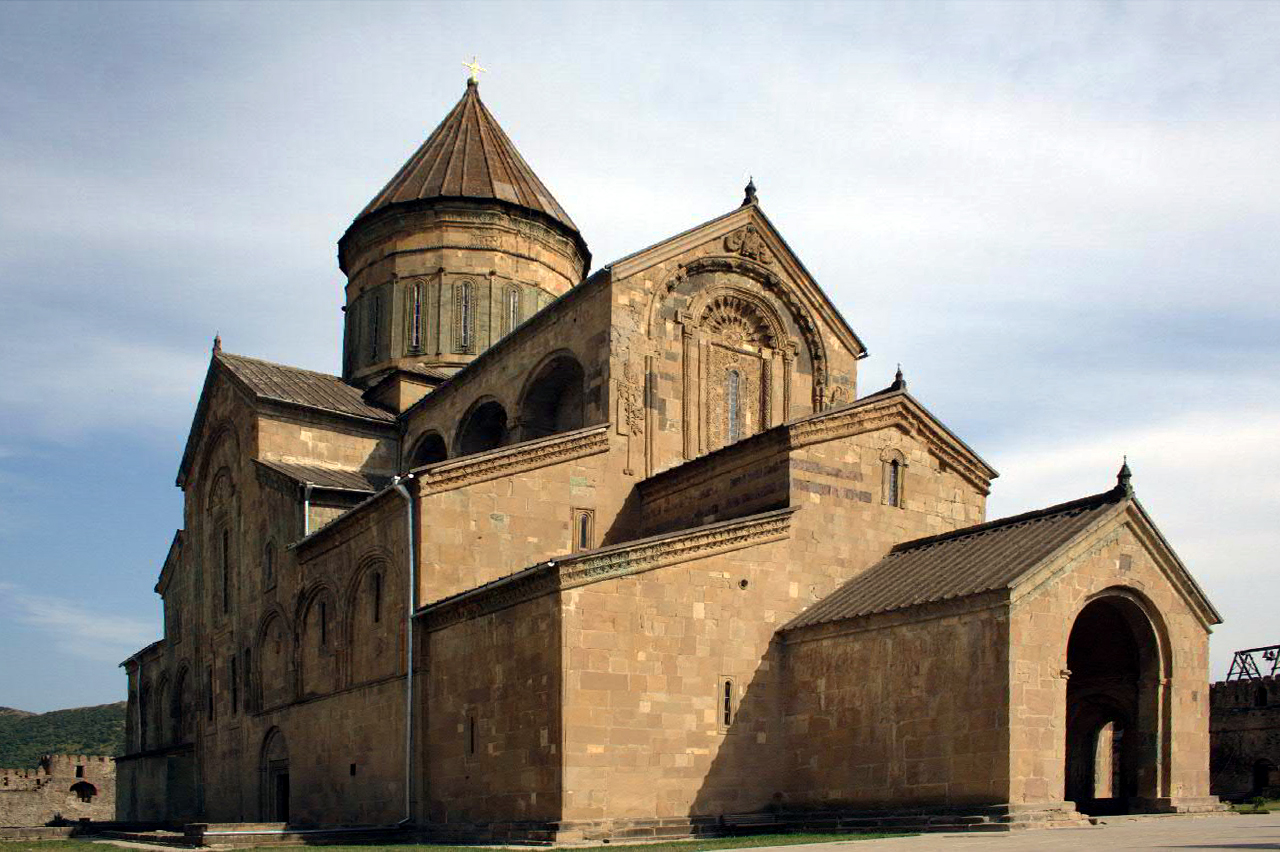
La cattedrale di Svetitskhoveli a Mtskheta, ricostruita durante il regno di Giorgio I

I bizantini erano a quel tempo coinvolti in una guerra senza sosta con i bulgari, ma non appena la Bulgaria fu conquistata e al-Hakim morì, Basilio condusse il suo esercito contro la Georgia (1021). Si aprì così un nuovo capitolo della storia delle guerre bizantino-georgiane. Le ostilità vennero inaugurate dalla feroce battaglia di Shirimni (11 settembre 1021). Il conflitto fra Giorgio I e Basilio II durò due anni e si concluse con una netta vittoria bizantina, la quale costrinse Giorgio a firmare un trattato di pace molto penalizzante: oltre all'abbandono delle rivendicazioni sulle terre di Tao, a Giorgio I fu imposta la cessione di alcuni possedimenti sud-occidentali e la consegna del figlio Bagrat come ostaggio.
A seguito del trattato di pace il Catholicos Patriarca Melchisedec I di Georgia si recò a Costantinopoli, ottenendo un aiuto finanziario per la ricostruzione della cattedrale di Svetitskhoveli, il principale luogo di culto georgiano, sito a Mtskheta. L'imperatore Basilio mantenne la pace con la Georgia e permise al principe Bagrat di tornare in patria nel 1025. Ciononostante, alla morte di Basilio salì al trono Costantino VIII, il quale decise di riportare Bagrat a Costantinopoli, senza però riuscirci. Come conseguenza di ciò si assistette al deterioramento delle relazioni con la Georgia. I rapporti fra i due Stati precipitarono ulteriormente quando fu scoperta una cospirazione organizzata da Niceforo Comneno, arconte di Vaspurakan, e probabilmente diretta contro Giorgio I.
Il sovrano georgiano morì il 16 agosto 1027 nella regione di Trialeti mentre stava evidentemente preparandosi ad una nuova guerra contro l'Impero bizantino. Fu sepolto nella cattedrale di Bagrati nell'allora capitale Kutaisi.

## Famiglia
Giorgio I si sposò due volte. La prima moglie fu la principessa armena Mariam di Vaspurakan, da cui ebbe quattro figli: il futuro successore Bagrat e le figlie Gurandukht, Marta e Kata. Successivamente il re sposò Alda d'Alania, da cui nacque Demetrio.

## Ascendenza
|                       |   |            | Genitori              |  |  | Nonni             |  |  | Bisnonni |  |
|                       |   |            |                       |  |  | Gurgen di Georgia |  |  | …        |  |
|                       |   |            |                       |  |  | Gurgen di Georgia |  |  | …        |  |
|                       |   | …          |                       |  |  | Gurgen di Georgia |  |  |          |  |
| Bagrat III di Georgia |   |            |                       |  |  | Gurgen di Georgia |  |  |          |  |
|                       |   | Gurandukht | Giorgio II di Abcasia |  |  |                   |  |  |          |  |
|                       |   | Gurandukht | Giorgio II di Abcasia |  |  |                   |  |  |          |  |
|                       |   | Gurandukht | …                     |  |  |                   |  |  |          |  |
| Giorgio I di Georgia  |   | Gurandukht |                       |  |  |                   |  |  |          |  |
|                       | … | …          |                       |  |  |                   |  |  |          |  |
|                       | … | …          |                       |  |  |                   |  |  |          |  |
|                       | … | …          |                       |  |  |                   |  |  |          |  |
| Marta                 | … |            |                       |  |  |                   |  |  |          |  |
|                       |   | …          | …                     |  |  |                   |  |  |          |  |
|                       |   | …          | …                     |  |  |                   |  |  |          |  |
|                       |   | …          | …                     |  |  |                   |  |  |          |  |
|                       |   | …          |                       |  |  |                   |  |  |          |  |